# 石坂真一
石坂 真一（いしざか しんいち、1955年（昭和30年）9月4日 - ）は、日本の政治家。元栃木県真岡市長（2期）、元栃木県議会議員（6期）。

## 来歴
栃木県真岡市生まれ。真岡市立真岡小学校、真岡市立真岡中学校、作新学院高等学校、日本大学卒業後の1978年（昭和53年）1月、参議院議員岩崎純三の政策担当秘書になる。1992年（平成4年）10月、総務庁長官となった岩崎純三の秘書官となる。
1995年（平成7年）、栃木県議会議員に初当選した。2007年（平成19年）5月から2009年（平成21年）3月まで県議会議長を務めた。
2017年（平成29年）4月16日告示、4月23日投開票の真岡市長選挙に自由民主党・公明党の推薦を得て立候補。無投票で初当選した。5月15日、市長就任。
2021年（令和3年）4月18日告示、25日投開票の市長選挙で元市議の佐々木重信を破り再選。
2025年（令和7年）1月25日、とちぎテレビの取材に答えて「50年も長くやった」として2期目の任期満了を以て市長を退くことを明らかにし、翌26日の後援会会合の席にて「余力があるうちに現職（の私）が身を引くことで新しい政治家が誕生してくる」と語り、正式に引退を表明した。